# ثنائي سيلينيد الكربون
ثنائي سيلينيد الكربون هو مركب كيميائي صيغته CSe2، ويوجد على شكل سائل أصفر اللون.
يعد هذا المركب مشابهاً من الناحية البنيوية لمركب ثنائي كبريتيد الكربون.

## التحضير
يحضر المركب من تفاعل مسحوق السيلينيوم مع بخار ثنائي كلورو الميثان عند الدرجة 550 °س:
{\displaystyle \mathrm {CH_{2}Cl_{2}+2\ Se\longrightarrow CSe_{2}+2\ HCl} }

## الخواص
يوجد المركب في الشروط القياسية على شكل سائل أصفر اللون، وهو عملياً غير قابل للامتزاج مع الماء.
لمركب ثنائي سيلينيد الكربون بنية جزيئية خطية مع تناظر جزيئي من النمط D∞h.
على غرار ثنائي كبريتيد الكربون يخضع مركب ثنائي سيلينيد الكربون إلى تفاعل بلمرة عند تطبيق ضغوط مرتفعة، ويعتقد أن تكون بنية البوليمر على الشكل –[Se–C(=Se)–C(=Se)–Se]–.

## الاستخدامات
يمكن أن يستخدم ثنائي سيلينيد الكربون في تحضير مركبات السيلينيوم العضوية، مثل مركب رباعي سيلينو الفولفالينات.